# Beauvau
Beauvau là một xã trong vùng hành chính Pays de la Loire, thuộc tỉnh Maine-et-Loire, quận Angers, tổng Seiches-sur-le-Loir. Tọa độ địa lý của xã là 47° 34' vĩ độ bắc, 00° 15' kinh độ đông. Beauvau nằm trên độ cao trung bình là 83 mét trên mực nước biển, có điểm thấp nhất là 33 mét và điểm cao nhất là 90 mét. Xã có diện tích 7,98 km², dân số vào thời điểm 1999 là 209 người; mật độ dân số là 26 người/km².

## Thông tin nhân khẩu
| 1962 | 1968 | 1975 | 1982 | 1990 | 1999 |
| ---- | ---- | ---- | ---- | ---- | ---- |
| 221  | 222  | 201  | 176  | 196  | 209  |